# Hans Mulder (voetballer, 1987)
Hans Jorge Mulder (Amsterdam, 27 april 1987) is een Nederlands voormalig betaald voetballer die doorgaans als middenvelder speelt.

## Carrière

### RKC Waalwijk
Mulder, die een Spaanse moeder heeft, begon bij AVV Zeeburgia en speelde anderhalf jaar in de jeugd bij Real Zaragoza. Hij maakte sinds 2004 deel uit van de jeugdopleiding van RKC. In de winterstop van het seizoen 2006/07 werd hij voor het eerst toegevoegd aan het eerste elftal van RKC. In totaal speelde hij 125 competitiewedstrijden voor het eerste elftal van RKC Waalwijk. 

### Willem II
Aan het begin van het seizoen 2011/2012 werd hij transfervrij overgenomen door Willem II. Deze club heeft hij aan het einde van het seizoen 2012/2013 transfervrij verlaten. 

### N.E.C.
In november 2013 tekende Mulder een contract tot medio 2015 bij N.E.C.. Met de Nijmeegse club degradeerde hij in het seizoen 2013/2014 uit de Eredivisie.

### Buitenlandse avonturen
Vanwege een bepaling in zijn contract werd de verbintenis in juni 2014 ontbonden. Op 8 september 2014 werd hij gepresenteerd door Delhi Dynamos FC waar hij samen met Alessandro Del Piero speelde. Hij tekende in januari 2015 een contract voor een half jaar bij FC Nordsjælland. Dat lijfde hem transfervrij in nadat zijn dienstverband bij Delhi Dynamos eindigde. Hij keert terug bij Delhi Dynamos voor het tweede seizoen van de Indian Super League en haalde de halve finale onder leiding van speler-coach Roberto Carlos. 
Op 9 maart tekende hij voor het restant van het seizoen 2015/16 bij het Spaanse CP Cacereño dat uitkomt in de Segunda División B. Voor het seizoen 2016 van de ISL keerde Mulder terug naar India bij Chennaiyin FC. Begin 2017 ging Mulder voor CD Eldense in de Segunda División B. Op 3 april trok die club het al virtueel gedegradeerde team terug uit de competitie na een 12-0 nederlaag tegen FC Barcelona B. De club kwam hier een dag later op terug maar toen er onderzoek gedaan werd naar matchfixing bij Eldense verliet Mulder de club. In augustus 2017 meldde de clubloze Amsterdammer zich bij Mark Luijpers, de assistent-coach van VVV-Venlo met wie hij al eerder samenwerkte bij Delhi Dynamos, voor een proefperiode bij de Venlose eredivisionist.

### Terug bij RKC
Op 3 oktober ondertekende Mulder een contract tot het einde van het seizoen 2017/18 bij RKC Waalwijk. In 2019 promoveerde hij met RKC via de nacompetitie naar de Eredivisie.

## Clubstatistieken
| Seizoen         | Club            | Competitie          | Competitie | Competitie | Beker | Beker | Overige | Overige | Totaal | Totaal |
| Seizoen         | Club            | Competitie          | Wed.       | Dlp.       | Wed.  | Dlp.  | Wed.    | Dlp.    | Wed.   | Dlp.   |
| --------------- | --------------- | ------------------- | ---------- | ---------- | ----- | ----- | ------- | ------- | ------ | ------ |
| 2006/07         | RKC Waalwijk    | Eredivisie          | 7          | 0          | 1     | 0     | 0       | 0       | 8      | 0      |
| 2007/08         | RKC Waalwijk    | Eerste divisie      | 31         | 1          | 3     | 0     | 2       | 0       | 36     | 1      |
| 2008/09         | RKC Waalwijk    | Eerste divisie      | 32         | 2          | 1     | 0     | 4       | 0       | 37     | 2      |
| 2009/10         | RKC Waalwijk    | Eredivisie          | 27         | 1          | 0     | 0     | —       | —       | 27     | 1      |
| 2010/11         | RKC Waalwijk    | Eerste divisie      | 28         | 2          | 5     | 0     | —       | —       | 33     | 2      |
| 2011/12         | Willem II       | Eerste divisie      | 30         | 2          | 1     | 0     | 1       | 0       | 32     | 2      |
| 2012/13         | Willem II       |                     | 22         | 2          | 1     | 0     | —       | —       | 23     | 2      |
| 2013/14         | N.E.C.          | 9                   | 0          | 0          | 0     | 0     | 0       | 9       | 0      |        |
| 2014            | Delhi Dynamos   | Indian Super League | 13         | 3          | —     | —     | —       | —       | 13     | 3      |
| 2014/15         | FC Nordsjælland | Superligaen         | 8          | 0          | 0     | 0     | —       | —       | 8      | 0      |
| 2015            | Delhi Dynamos   | Indian Super League | 13         | 0          | —     | —     | 2       | 0       | 15     | 0      |
| 2015/16         | CP Cacereño     | Segunda División B  | 5          | 0          | —     | —     | 0       | 0       | 5      | 0      |
| 2016            | Chennaiyin      | Indian Super League | 12         | 2          | —     | —     | —       | —       | 12     | 2      |
| 2016/17         | CD Eldense      | Segunda División B  | 8          | 0          | —     | —     | —       | —       | 8      | 0      |
| 2017/18         | RKC Waalwijk    | Eerste divisie      | 27         | 2          | 2     | 0     | 0       | 0       | 29     | 2      |
| 2018/19         | RKC Waalwijk    | Eerste divisie      | 30         | 2          | 3     | 0     | 6       | 1       | 39     | 3      |
| 2019/20         | RKC Waalwijk    | Eredivisie          | 18         | 1          | 0     | 0     | 0       | 0       | 18     | 1      |
| 2020/21         | RKC Waalwijk    | Eredivisie          | 12         | 0          | 0     | 0     | 0       | 0       | 12     | 0      |
| 2021/22         | RKC Waalwijk    | Eredivisie          | 7          | 0          | 2     | 0     | 0       | 0       | 9      | 0      |
| 2022/23         | RKC Waalwijk    | Eredivisie          | 2          | 0          | 1     | 0     | 0       | 0       | 3      | 0      |
| Carrière totaal | Carrière totaal | Carrière totaal     | 341        | 20         | 20    | 0     | 15      | 1       | 376    | 21     |

## Erelijst
RKC Waalwijk
- Eerste divisie: 2010/11